# Olimpiade II
Olimpiade II (in greco antico: Ὀλύμπιας?, Olýmpias; Epiro, ... – III secolo a.C.) fu una regina epirota, figlia del re Pirro e moglie del fratellastro Alessandro II.

## Biografia
Olimpiade nacque dal re dell'Epiro Pirro e dalla sua prima moglie Antigone. Divenne regina sposando il suo fratellastro Alessandro II, figlio di Pirro e di Lanassa. Alla morte del marito, esercitò la reggenza per conto dei figli minorenni Pirro II e Tolomeo. Prima del 239 a.C. diede la figlia Ftia in moglie a Demetrio II in modo da rinforzare l'alleanza col regno di Macedonia in difesa dell'Epiro dalla lega etolica. Quando il figlio Pirro II raggiunse la maggiore età, Olimpiade rinunciò alla reggenza in suo favore, ma ben presto questi morì, lasciando il trono al fratello Tolomeo. Poco tempo dopo, anche Tolomeo morì, e il trono passò, pur per breve tempo, al piccolo figlio di costui, Pirro III, mentre anche Olimpiade morì di crepacuore per la perdita di entrambi i figli.